# 第九十一国立銀行
第九十一国立銀行（だいきゅうじゅういちこくりつぎんこう）は、明治期に福井県福井町（現・福井県福井市）で設立された銀行。

## 概要
福井藩士族らの金禄公債証書を元に設立されたもので、1878年（明治11年）10月3日に設立認可されて同年12月9日に開業した。
資本金は5万円。
1897年（明治30年）4月26日に国立銀行営業満期前特別処分法に基づき私立銀行第九十一銀行に改称。
同行は福井市を基盤に6支店を構えた中堅銀行ではあったが、昭和2年末で預金が約199.9万円で貸出金が約268.5万円で、同時期に県内の有力行である'福井銀行が'預金が約2196.9万円で貸出金が約1722.5万円、大和田銀行が'預金が約1401.8万円で貸出金が約700万円と格差は大きく、相対的に財務基盤は脆弱であった。
1927年（昭和2年）3月の金融恐慌時には、日本銀行より10万円の融通を受けて乗り切ったが、その後も信用不安は治まらず、福井銀行の融資などでも解決せず、翌年、富山市に本拠を構える十二銀行（現・北陸銀行）に合併されて幕を閉じた。

## 沿革
- 1878年（明治11年）
  - 10月3日：設立認可[2]
  - 12月9日：開業[2]
- 1897年（明治30年）4月26日：第九十一銀行に改称[2]
- 1913年（大正2年）3月18日 - 名古屋市南区熱田須賀町に支店を設置する[4]。
- 1928年（昭和3年）8月：十二銀行（現・北陸銀行）に合併[2][3]